# Lijst van afleveringen van Full House
Dit is een lijst met afleveringen van de Amerikaanse televisieserie Full House. De serie telt acht seizoenen. Een overzicht van alle afleveringen is hieronder te vinden.

## Seizoen 1
| Nr. | Titel aflevering             | Uitzenddatum VS   |
| --- | ---------------------------- | ----------------- |
| 0   | (unaired pilot)              | onbekend          |
| 1   | Our Very First Show          | 22 september 1987 |
| 2   | Our Very First Night         | 25 september 1987 |
| 3   | The First Day of School      | 2 oktober 1987    |
| 4   | The Return of Grandma        | 9 oktober 1987    |
| 5   | Sea Cruise                   | 16 oktober 1987   |
| 6   | Daddy's Home                 | 23 oktober 1987   |
| 7   | Knock Yourself Out           | 30 oktober 1987   |
| 8   | Jesse's Girl                 | 6 november 1987   |
| 9   | The Miracle of Thanksgiving  | 20 november 1987  |
| 10  | Joey's Place                 | 4 december 1987   |
| 11  | The Big Three-O              | 11 december 1987  |
| 12  | Our Very First Promo         | 18 december 1987  |
| 13  | Sisterly Love                | 8 januari 1988    |
| 14  | Half a Love Story            | 15 januari 1988   |
| 15  | A Pox in Our House           | 29 januari 1988   |
| 16  | But Seriously Folks          | 5 februari 1988   |
| 17  | Danny's Very First Date      | 12 februari 1988  |
| 18  | Just One of the Guys         | 4 maart 1988      |
| 19  | The Seven-Month Itch: Part 1 | 11 maart 1988     |
| 20  | The Seven-Month Itch: Part 2 | 18 maart 1988     |
| 21  | Mad Money                    | 29 april 1988     |
| 22  | D.J. Tanner's Day Off        | 6 mei 1988        |

## Seizoen 2
| Nr. | Titel aflevering              | Uitzenddatum VS  |
| --- | ----------------------------- | ---------------- |
| 1   | Cutting It Close              | 14 oktober 1988  |
| 2   | Tanner vs. Gibbler            | 21 oktober 1988  |
| 3   | It's Not My Job               | 28 oktober 1988  |
| 4   | D.J.'s Very First Horse       | 4 november 1988  |
| 5   | Jingle Hell                   | 11 november 1988 |
| 6   | Beach Boy Bingo               | 18 november 1988 |
| 7   | Joey Gets Tough               | 25 november 1988 |
| 8   | Triple Date                   | 9 december 1988  |
| 9   | Our Very First Christmas Show | 16 december 1988 |
| 10  | Middle Age Crazy              | 6 januari 1989   |
| 11  | A Little Romance              | 13 januari 1989  |
| 12  | Fogged In                     | 10 februari 1989 |
| 13  | Working Mothers               | 3 februari 1989  |
| 14  | Little Shop of Sweaters       | 20 januari 1989  |
| 15  | Pal Joey                      | 17 februari 1989 |
| 16  | Baby Love                     | 24 februari 1989 |
| 17  | El Problema Grande de D.J.    | 10 maart 1989    |
| 18  | Goodbye, Mister Bear          | 24 maart 1989    |
| 19  | Blast from the Past           | 7 april 1989     |
| 20  | I'm There for You Babe        | 14 april 1989    |
| 21  | Luck Be a Lady: Part 1        | 28 april 1989    |
| 22  | Luck Be a Lady: Part 2        | 5 mei 1989       |

## Seizoen 3
| Nr. | Titel aflevering                          | Uitzenddatum VS   |
| --- | ----------------------------------------- | ----------------- |
| 1   | Tanner's Island                           | 22 september 1989 |
| 2   | Back to School Blues                      | 22 september 1989 |
| 3   | Breaking Up Is Hard to Do (in 22 Minutes) | 6 oktober 1989    |
| 4   | Nerd for a Day                            | 20 oktober 1989   |
| 5   | Granny Tanny                              | 3 november 1989   |
| 6   | Star Search                               | 3 november 1989   |
| 7   | And They Call It Puppy Love               | 10 november 1989  |
| 8   | Divorce Court                             | 17 november 1989  |
| 9   | Dr. Dare Rides Again                      | 24 november 1989  |
| 10  | The Greatest Birthday on Earth            | 1 december 1989   |
| 11  | Aftershocks                               | 8 december 1989   |
| 12  | Joey & Stacy and... Oh, Yeah, Jesse       | 15 december 1989  |
| 13  | No More Mr. Dumb Guy                      | 5 januari 1990    |
| 14  | Misadventures in Babysitting              | 12 januari 1990   |
| 15  | Lust in the Dust                          | 26 januari 1990   |
| 16  | Bye, Bye Birdie                           | 2 februari 1990   |
| 17  | 13 Candles                                | 9 februari 1990   |
| 18  | Mr. Egghead                               | 16 februari 1990  |
| 19  | Those Better Not Be the Days              | 23 februari 1990  |
| 20  | Honey, I Broke the House                  | 9 maart 1990      |
| 21  | Just Say No Way                           | 30 maart 1990     |
| 22  | Three Men and Another Baby                | 13 april 1990     |
| 23  | Fraternity Reunion                        | 27 april 1990     |
| 24  | Our Very First Telethon                   | 4 mei 1990        |

## Seizoen 4
| Nr. | Titel aflevering                  | Uitzenddatum VS   |
| --- | --------------------------------- | ----------------- |
| 1   | Greek Week                        | 21 september 1990 |
| 2   | Crimes and Michelle's Misdemeanor | 28 september 1990 |
| 3   | The I.Q. Man                      | 5 oktober 1990    |
| 4   | Slumber Party                     | 12 oktober 1990   |
| 5   | Good News, Bad News               | 19 oktober 1990   |
| 6   | A Pinch for a Pinch               | 26 oktober 1990   |
| 7   | Viva Las Joey                     | 2 november 1990   |
| 8   | Shape Up                          | 9 november 1990   |
| 9   | One Last Kiss                     | 16 november 1990  |
| 10  | Terror in Tanner Town             | 23 november 1990  |
| 11  | Secret Admirer                    | 7 december 1990   |
| 12  | Danny in Charge                   | 14 december 1990  |
| 13  | Happy New Year                    | 28 december 1990  |
| 14  | Working Girl                      | 4 januari 1991    |
| 15  | Ol' Brown Eyes                    | 18 januari 1991   |
| 16  | Stephanie Gets Framed             | 25 januari 1991   |
| 17  | A Fish Called Martin              | 1 februari 1991   |
| 18  | The Wedding: Part 1               | 8 februari 1991   |
| 19  | The Wedding: Part 2               | 15 februari 1991  |
| 20  | Fuller House                      | 22 februari 1991  |
| 21  | The Hole-in-the-Wall Gang         | 1 maart 1991      |
| 22  | Stephanie Plays the Field         | 8 maart 1991      |
| 23  | Joey Goes Hollywood               | 29 maart 1991     |
| 24  | Girls Just Wanna Have Fun         | 1 april 1991      |
| 25  | The Graduates                     | 26 april 1991     |
| 26  | Rock the Cradle                   | 3 mei 1991        |

## Seizoen 5
| Nr. | Titel aflevering                            | Uitzenddatum VS   |
| --- | ------------------------------------------- | ----------------- |
| 1   | Double Trouble                              | 17 september 1991 |
| 2   | Matchmaker Michelle                         | 24 september 1991 |
| 3   | Take My Sister, Please                      | 1 oktober 1991    |
| 4   | Oh Where, Oh Where Has My Little Girl Gone? | 8 oktober 1991    |
| 5   | The King and I                              | 15 oktober 1991   |
| 6   | The Legend of Ranger Joe                    | 22 oktober 1991   |
| 7   | The Volunteer                               | 29 oktober 1991   |
| 8   | Gotta Dance                                 | 5 november 1991   |
| 9   | Happy Birthday, Babies: Part 1              | 12 november 1991  |
| 10  | Happy Birthday, Babies: Part 2              | 12 november 1991  |
| 11  | Nicky And/Or Alexander                      | 19 november 1991  |
| 12  | Bachelor of the Month                       | 26 november 1991  |
| 13  | Easy Rider                                  | 3 december 1991   |
| 14  | Sisters in Crime                            | 17 november 1991  |
| 15  | Play It Again, Jess                         | 7 januari 1992    |
| 16  | Crushed                                     | 14 januari 1992   |
| 17  | Spellbound                                  | 28 januari 1992   |
| 18  | Too Much Monkey Business                    | 11 februari 1992  |
| 19  | The Devil Made Me Do It                     | 18 februari 1992  |
| 20  | Driving Miss D.J.                           | 25 februari 1992  |
| 21  | Yours, Mine and Ours                        | 3 maart 1992      |
| 22  | Trouble with Danny                          | 17 maart 1992     |
| 23  | Five's a Crowd                              | 31 maart 1992     |
| 24  | Girls Will Be Boys                          | 28 april 1992     |
| 25  | Captain Video: Part 1                       | 5 mei 1992        |
| 26  | Captain Video: Part 2                       | 12 mei 1992       |

## Seizoen 6
| Nr. | Titel aflevering                  | Uitzenddatum VS   |
| --- | --------------------------------- | ----------------- |
| 1   | Come Fly with Me                  | 22 september 1992 |
| 2   | The Long Goodbye                  | 29 september 1992 |
| 3   | Road to Tokyo                     | 6 oktober 1992    |
| 4   | Radio Days                        | 13 oktober 1992   |
| 5   | Lovers and Other Tanners          | 20 oktober 1992   |
| 6   | Educating Jesse                   | 27 oktober 1992   |
| 7   | Trouble in Twin Town              | 10 november 1992  |
| 8   | The Play's the Thing              | 17 november 1992  |
| 9   | Nice Guys Finish First            | 24 november 1992  |
| 10  | I'm Not D.J.                      | 1 december 1992   |
| 11  | Designing Mothers                 | 8 december 1992   |
| 12  | A Very Tanner Christmas           | 15 december 1992  |
| 13  | The Dating Game                   | 5 januari 1993    |
| 14  | Birthday Blues                    | 19 januari 1993   |
| 15  | Be True to Your Pre-School        | 26 januari 1993   |
| 16  | The Heartbreak Kid                | 9 februari 1993   |
| 17  | Silence Is Not Golden             | 16 februari 1993  |
| 18  | Please Don't Touch the Dinosaur   | 23 februari 1993  |
| 19  | Subterranean Graduation Blues     | 2 maart 1993      |
| 20  | Grand Gift Auto                   | 16 maart 1993     |
| 21  | Room for One More                 | 6 april 1993      |
| 22  | Prom Night                        | 4 mei 1993        |
| 23  | The House Meets the Mouse: Part 1 | 11 mei 1993       |
| 24  | The House Meets the Mouse: Part 2 | 18 mei 1993       |

## Seizoen 7
| Nr. | Titel aflevering                 | Uitzenddatum VS   |
| --- | -------------------------------- | ----------------- |
| 1   | It Was a Dark and Stormy Night   | 14 september 1993 |
| 2   | The Apartment                    | 21 september 1993 |
| 3   | Wrong-Way Tanner                 | 28 september 1993 |
| 4   | Tough Love                       | 5 oktober 1993    |
| 5   | Fast Friends                     | 12 oktober 1993   |
| 6   | Smash Club: the Next Generation  | 19 oktober 1993   |
| 7   | High Anxiety                     | 26 oktober 1993   |
| 8   | Another Opening, Another No Show | 2 november 1993   |
| 9   | The Day of the Rhino             | 9 november 1993   |
| 10  | The Prying Game                  | 16 november 1993  |
| 11  | The Bicycle Thief                | 23 november 1993  |
| 12  | Support Your Local Parents       | 30 november 1993  |
| 13  | The Perfect Couple               | 14 december 1993  |
| 14  | Is It True About Stephanie?      | 4 januari 1994    |
| 15  | The Test                         | 11 januari 1994   |
| 16  | Joey's Funny Valentine           | 25 januari 1994   |
| 17  | The Last Dance                   | 8 februari 1994   |
| 18  | Kissing Cousins                  | 15 februari 1994  |
| 19  | Love on the Rocks                | 1 maart 1994      |
| 20  | Michelle a la Cart               | 15 maart 1994     |
| 21  | Be Your Own Best Friend          | 5 april 1994      |
| 22  | A Date with Fate                 | 3 mei 1994        |
| 23  | Too Little Richard Too Late      | 10 mei 1994       |
| 24  | A House Divided                  | 17 mei 1994       |

## Seizoen 8
| Nr. | Titel aflevering             | Uitzenddatum VS   |
| --- | ---------------------------- | ----------------- |
| 1   | Comet's Excellent Adventure  | 27 september 1994 |
| 2   | Breaking Away                | 4 oktober 1994    |
| 3   | Making Out Is Hard to Do     | 11 oktober 1994   |
| 4   | I've Got a Secret            | 18 oktober 1994   |
| 5   | To Joey, with Love           | 25 oktober 1994   |
| 6   | You Pet It, You Bought It    | 1 november 1994   |
| 7   | On the Road Again            | 8 november 1994   |
| 8   | Claire and Present Danger    | 22 november 1994  |
| 9   | Stephanie's Wild Ride        | 29 november 1994  |
| 10  | Under the Influence          | 6 december 1994   |
| 11  | Arrest Ye Merry Gentlemen    | 13 december 1994  |
| 12  | D.J.'s Choice                | 3 januari 1995    |
| 13  | The Producer                 | 10 januari 1995   |
| 14  | Super Bowl Fun Day           | 25 januari 1995   |
| 15  | My Left and Right Foot       | 31 januari 1995   |
| 16  | Air Jesse                    | 7 februari 1995   |
| 17  | Dateless in San Francisco    | 14 februari 1995  |
| 18  | We Got the Beat              | 21 februari 1995  |
| 19  | Taking the Plunge            | 28 februari 1995  |
| 20  | Up on the Roof               | 14 maart 1995     |
| 21  | Leap of Faith                | 21 maart 1995     |
| 22  | All Stood Up                 | 4 april 1995      |
| 23  | Michelle Rides Again: Part 1 | 23 mei 1995       |
| 24  | Michelle Rides Again: Part 2 | 23 mei 1995       |
|     | Final Good-Byes              | 23 mei 1995       |